# Roth (huyện)
Roth là một huyện ở bang Bayern, Đức. Huyện này giáp (từ đông bắc theo chiều kim đồng hồ): Nürnberger Land, Neumarkt, Eichstätt, Weißenburg-Gunzenhausen, Ansbach và Fürth, các thành phố Schwabach và Nuremberg.
Huyện đã được lập năm 1972 thông qua việc sáp nhập các huyện cũ Roth, Schwabach và Hilpoltstein.

## Thị xã và đô thị
| Thị xã                                                                          | Đô thị |  |
| ------------------------------------------------------------------------------- | --- |  |
| 1. Abenberg 2. Greding 3. Heideck 4. Hilpoltstein 5. Roth bei Nürnberg 6. Spalt | 1. Allersberg 2. Büchenbach 3. Georgensgmünd 4. Kammerstein 5. Rednitzhembach 6. Rohr 7. Röttenbach 8. Schwanstetten 9. Thalmässing 10. Wendelstein |  |